# العلاقات الأسترالية الرومانية
العلاقات الأسترالية الرومانية هي العلاقات الثنائية التي تجمع بين أستراليا ورومانيا.

## مقارنة بين البلدين
هذه مقارنة عامة ومرجعية للدولتين:
| وجه المقارنة                                              | أستراليا                                   | رومانيا                                                                               |
| --------------------------------------------------------- | ------------------------------------------ | ------------------------------------------------------------------------------------- |
| المساحة (كم2)                                             | 7.69 مليون                                 | 238.40 ألف                                                                            |
| عدد السكان (نسمة)                                         | 24.51 مليون                                | 19.59 مليون                                                                           |
| الكثافة السكانية (ن./كم²)                                 | 3.19                                       | 82.17                                                                                 |
| العاصمة                                                   | كانبرا، ملبورن                             | بوخارست                                                                               |
| اللغة الرسمية                                             | لغة إنجليزية                               | اللغة الرومانية                                                                       |
| العملة                                                    | دولار أسترالي، جنيه إسترليني، جنيه أسترالي | ليو روماني                                                                            |
| الناتج المحلي الإجمالي (بليون دولار)                      | 1.32 تريليون                               | 211.80 مليار                                                                          |
| الناتج المحلي الإجمالي (تعادل القوة الشرائية) بليون دولار | 1.10 تريليون                               | 465.56 مليار                                                                          |
| الناتج المحلي الإجمالي الاسمي للفرد دولار أمريكي          | 56.31 ألف                                  | 9.47 ألف                                                                              |
| الناتج المحلي الإجمالي للفرد دولار أمريكي                 | 45.92 ألف                                  | 23.63 ألف                                                                             |
| مؤشر التنمية البشرية                                      | 0.939                                      | 0.793                                                                                 |
| رمز المكالمات الدولي                                      | +61                                        | +40                                                                                   |
| رمز الإنترنت                                              | .au                                        | .ro                                                                                   |
| المنطقة الزمنية                                           |                                            | ت ع م+02:00، ت ع م+03:00، أوروبا/بوخارست ‏، توقيت شرق أوروبا، توقيت شرق أوروبا الصيفي ‏ |

## منظمات دولية مشتركة
يشترك البلدان في عضوية مجموعة من المنظمات الدولية، منها:
| علم المنظمة | اسم المنظمة                               | تاريخ انضمام أستراليا | تاريخ انضمام رومانيا |
| ----------- | ----------------------------------------- | --------------------- | -------------------- |
|             | المنظمة الهيدروغرافية الدولية             | ?                     | ?                    |
|             | منظمة الشرطة الجنائية الدولية             | ?                     | ?                    |
|             | الاتحاد البريدي العالمي                   | ?                     | ?                    |
|             | منظمة التجارة العالمية                    | ?                     | 1995                 |
|             | الفريق المعني برصد الأرض                  | ?                     | ?                    |
|             | مجموعة الموردين النوويين                  | ?                     | ?                    |
|             | مؤسسة التنمية الدولية                     | 24 سبتمبر 1960        | 12 أبريل 2014        |
|             | مؤسسة التمويل الدولية                     | 20 يوليو 1956         | 23 سبتمبر 1990       |
|             | منظمة حظر الأسلحة الكيميائية              | ?                     | ?                    |
|             | الأمم المتحدة                             | 1 نوفمبر 1945         | 14 ديسمبر 1955       |
|             | الاتحاد الدولي للاتصالات                  | 27 مايو 1878          | 9 فبراير 1866        |
|             | البنك الدولي للإنشاء والتعمير             | 5 أغسطس 1947          | 15 ديسمبر 1972       |
|             | مجموعة أستراليا                           | 1985                  | 1995                 |
|             | المركز الدولي لتسوية المنازعات الاستشارية | 1 يونيو 1991          | 12 أكتوبر 1975       |
|             | وكالة ضمان الاستثمار متعدد الأطراف        | 10 فبراير 1999        | 10 سبتمبر 1992       |
|             | يونسكو                                    | 4 نوفمبر 1946         | 27 يوليو 1956        |

## أعلام
هذه قائمة لبعض الشخصيات التي تربطها علاقات بالبلدين:
- أنتوني فيشر (10 مارس 1960 – )
- أندرو إيلي (لاعب كرة مضرب أسترالي، 18 أبريل 1976 – )
- أيدين هروستيتش (لاعب كرة قدم أسترالي، 5 يوليو 1996[33] – )
- تيد ثيودور (سياسي أسترالي، 29 ديسمبر 1884[34] – 9 فبراير 1950[34])
- رايموند غايتا (فيلسوف أسترالي، 1946[35][36][37] – )
- لورين ميتشيل (لاعبة جمباز فني أسترالية، 23 يوليو 1991 – )

## وصلات خارجية
- موقع وزارة الخارجية الأسترالية
- موقع وزارة الخارجية الرومانية